# اخمازکند
اخمازکند (به لاتین: Axmazkənd یا عثمانلی Osmanlı) یک منطقهٔ مسکونی در جمهوری آذربایجان است که در شهرستان صابرآباد واقع شده‌است.